# 端容眼科診所
端容眼科診所，是位於臺灣臺中市中區的一間眼科診所，由藍劉玉嬌醫師於1946年創立。

## 沿革
開業初期，藍劉玉嬌開發土黴素特效藥膏，為臺中市忠孝、光復等國小生治療砂眼，也因為此善舉而在1952年獲得臺中市政府的獎狀。除了一般眼科疾病，診所內亦進行割雙眼皮的整形手術。1960年，藍劉玉嬌赴日本東京順天堂醫科大學眼科部，學習隱形眼鏡相關技術，一年後回臺並首創裝配隱形眼鏡，為臺灣最早引入隱形眼鏡的診所。
藍劉玉嬌退休後，診所由其女婿劉培元及女兒藍釆敏繼承。現今服務項目有視力檢查、青光眼治療、白內障手術、視網膜雷射掃描、黃斑部斷層掃描等。

## 壁畫 《眼》
診所門口壁畫由臺灣畫家顏水龍所設計，製作於1971年，採用單一青灰色的丁卦面磚排列，並以同心圓構圖，似人的眼球。